# Sangre de Cristo, Hidalgo
Sangre de Cristo är en ort i Mexiko.   Den ligger i kommunen Santiago Tulantepec de Lugo Guerrero och delstaten Hidalgo, i den sydöstra delen av landet, 100 km nordost om huvudstaden Mexico City. Sangre de Cristo ligger 2 405 meter över havet och antalet invånare är 111.
Terrängen runt Sangre de Cristo är huvudsakligen kuperad, men åt nordost är den platt. Runt Sangre de Cristo är det ganska tätbefolkat, med 60 invånare per kvadratkilometer. Närmaste större samhälle är Tulancingo, 10,4 km öster om Sangre de Cristo. I omgivningarna runt Sangre de Cristo växer huvudsakligen savannskog.